# Pumapunku
Pumapunku ali Puma Punku [púmapúnku] (ajmarsko in kečuansko puma - kuguar, puma + punku - vrata, pošpanjeno Puma Puncu) je del velikega tempeljskega kompleksa ali spomeniške skupine južno od arheološkega najdišča Tivanaku na nadmorski višini 3850 m v zahodni Boliviji.
Tivanaku je v inkovski tradiciji pomemben, ker naj bi tu bilo območje, kjer je bil ustvarjen svet. V ajmarščini Puma Punku pomeni »Pumina vrata«. Pumapunkujev kompleks sestavljajo: neobzidano zahodno dvorišče, osrednja neobzidana esplanada, terasasti platformski nasip obložen z velikimi kamnitimi kladami in obzidano vzhodno dvorišče.
Pumapunku je terasasti prsteni nasip obložen z megalitskimi kladami. Njegova širina vzdolž severno-južne osi je 167,36 m, dolžina vzdolž vzhodno-zahodne osi pa je 116,7 m. Na severnem in južnem vogalu Pumapunkuja sta 20 m široki izbočini, ki se širita 27,6 m severno in južno od pravokotnega nasipa. Vzhodni rob Pumapunkuja zavzema »Plataforma Lítica«, ki jo sestavlja kamnita terasa z izmerami 6,75 krat 38,72 m. Terasa je tlakovana z več ogromnimi kamnitimi kladami. Vsebuje največjo kamnito ploščo najdeno tako v Pumapunkuju kot v najdišču Tivanaku. Ta kamnita plošča je dolga 7,81 m, široka 5,17 m, njena povprečna debelina pa je 1,07 m. Glede na specifično težo rdečega peščenjaka, iz katerega je ta kamnita plošča izrezana, so njeno maso ocenili na 131 ton.
Drugi kamnoseški in oblagalni predmeti v Pumapunkuju vsebujejo mešanico andezita in rdečega peščenjaka. Jedro vsebuje glino. Plast pod nekaterimi deli na robu Pumapunkuja namesto gline vsebuje rečni pesek in prodnik. Izkopavanja v Pumapunkuju so odkrila tri glavna gradbena obdobja z nekaterimi manjšimi popravki in predelavami.
Na svojem višku naj bi bil Pumapunku »nepredstavljivo osupljiv«. Okrašen je bil z zglajenimi kovinskimi ploščami, svetloobarvanim keramičnim in tkaninskim okrasjem. Po njem so se sprehajali meščani v lepih oblačilih, dovršeno oblečeni duhovniki in izbranci okrašeni z eksotičnim nakitom. Naše trenutno razumevanje tega kompleksa je omejeno zaradi njegove starosti, pomanjkanja pisnih virov, trenutnega slabega stanja struktur zaradi lova na zaklade, ropanja, izrabe kamna v gradbene namene in železniškega gramoza, ter naravnega preperevanja.
Območje znotraj enega kilometra, ki ločuje kompleksa v Pumapunkuju in Kalasasaji, so pregledali z georadarjem, magnetometrično, inducirano električno prevodnostjo in magnetno susceptibilnostjo. Geofizikalni podatki zbrani iz teh pregledov in izkopavanj so razkrili prisotnost več struktur, ki jih je izdelal človek. Med njimi so: zidni temelji zgradb in poslopij, vodni kanali, oblike podobne bazenom, zaščitni zidovi, terase, stanovanjska poslopja in razprostrani prodni tlakovi, ki sedaj vsi ležijo zakopani in skriti pod sedanjim talnim površjem.

## Starost
Določevanje starosti kompleksa Pumapunku je bila ena glavnih tem raziskovalcev od odkritja najdišča Tivanaku. Kot je poudaril Isbell, strokovnjak za Ande in profesor antropologije na Univerzi v Binghamtonu, je datiranje z radioaktivnim ogljikom izvedel Vranich iz organskega materiala iz najnižje in najstarejše plasti nasipne oblike Pumapunkuja. Ta plast se je naložila med prvim gradbenim obdobjem, tako da začetna gradnja Pumapunkuja seže v čas med letoma 536 in 600 (1510 ± 25 BP C14, kalibrirani datum). Ker datum določen na ta način izhaja iz te plasti, ki leži pod andezitnimi in peščenimi strukturami, so te strukture nastale po tem času. Vranichevi izkopni jarki kažejo, da glinasta, peščena in prodna plast leži neposredno na neplodnih srednje pleistocenskih usedlinah. Ti izkopni jarki so tudi pokazali odsotnost kakšnih zgodnje predandovskih kulturnih najdišč znotraj območja najdišča Tivanaku v bližini kompleksa Pumapunku.

## Tehnika
Masa največje od teh kamnitih klad je približno 131 ton. Dolžina druge največje kamnite klade v Pumapunkuju je 7,90 m, širina 2,50 m in povprečna debelina 1,86 m. Njena masa je ocenjena na 85,12 ton. Obe kladi sta del Plataforme Lítice in ju sestavlja rdeči peščenjak. Iz podrobnih petrografskih in kemijskih analiz vzorcev iz obeh posameznih klad in znanih kamnolomskih najdišč so arheologi sklepali, da sta ti dve kladi in druge klade iz rdečega peščenjaka prenesli po strmem vzponu iz kamnoloma blizu jezera Titikaka približno 10 km stran. Manjše andezitne klade, ki so služile za kamnite obloge in rezbarjenje, izhajajo iz kamnolomov s polotoka Copacabana približno 90 km stran in čez jezero Titikaka iz Pumapunkuja in drugod iz najdišča Tivanaku.
Arheologi si niso enotni ali so te klade prenašali ljudje iz starodavnega Tivanakuja. Predlagali so več teorij o prenašanju teh klad z delovno silo, vendar ostajajo nepotrjene. Med predlogi so raba vrvi iz kož lam ali raba klančin in nagnjenih površin.
Pri sestavljanju zidov v Pumapunkuju so vsako klado lepo odrezali, da se je trdno spela s sosednjimi kladami. Klade so se skupaj prilegale kot sestavljanka. Spajale so jih samonosilne vezi brez uporabe malte. Več klad so odrezali na vrhu pod določenim kotom, na njih pa so polagali klade odrezane spodaj pod enakim kotom. Točnost s katero so uporabili kote za spojne vezi kaže na visoko razvito znanje rezanja kamna in temeljito znanje opisne geometrije. Mnogo vezi je tako točnih, da med njimi ni prostora niti za rezilo britve. Za te zidane strukture so značilne točno rezane ravne klade. Te so tako enolične, da so med seboj izmenljive - pri tem se ohranjajo višine ploskev in celo vezi. Klade so odrezane tako točno, da so jih verjetno izdelovali vnaprej in množično, kar je značilno le za veliko bolj razvite tehnologije inkovskih potomcev v Tivanakuju stoletja kasneje. Tivanaški inženirji so bili izkušeni tudi pri razvoju mestne infrastrukture v tem kompleksu, kjer so gradili funkcionalne namakalne sisteme, hidravlične mehanizme in vodoodporne kanalizacijske sisteme.

## Arhitektura
Pumapunku je bila velika prstena nasipna ploščad s tremi nivoji kamnitih podpornih zidov. Njegov tloris je imel verjetno obliko kvadrata. Da so vzdrževali maso teh masivnih struktur, so bili tivanaški arhitekti pri gradnji temeljev zelo pikolovski. Večkrat so prilegali kamne neposredno v živo skalo ali pa so izkopali točne jarke in jih pazljivo napolnjevali s plastenimi usedlinskimi kamni kot podporo velikim kamnitim kladam. Sodobni inženirji dvomijo, da je bila osnova templja v Pumapunkuju zgrajena s pomočjo tehnike plastenja in odlaganja. Z izmenjevanjem plasti peska iz notranjosti in plasti sestavin iz zunanjosti bi se polnitve pri vezeh prekrivale, kar bi dejansko izravnavalo stične točke, osnova pa bi postala močna.
Znane oblike v Pumapunkuju so arhitektonske spone v obliki črke I. Sestavlja jih edinstvena baker-arzen-nikljeva bronasta zlitina. Te spone so uporabljali tudi v delu kanala, najdenega pri osnovi piramide Akapana v Tivanakuju. Spone so držale klade, ki so sestavljale zidove in dno s kamnom obloženih kanalov, ki so namakali potopljena dvorišča. Spone neznane sestave so uporabljali za spajanje masivnih plošč, ki so tvorile pumapunkujeve štiri velike ploščadi. V južnem kanalu v Pumapunkuju so bile spone odlite na mestu. V akapanskem kanalu pa so jih oblikovali s hladnim kovanjem ingotov iz baker-arzen-nikljeve bronaste zlitine. Takšno zlitino so našli tudi v kovinskih artefaktih v območju med Tivanakujem in San Pedrom de Atacama v poznem srednjem horizontu med letoma 600–900.

## Kulturni in duhovni pomen
Kompleks Pumapunku in okoliški templji, piramida Akapana, Kalasasaja, Putuni in Kerikala so verjetno služili kot duhovna in obredna središča za Tivanaku. Morda je predstavljal središče andskega sveta, kamor so se od daleč zgrinjali romarji in občudovali njegovo lepoto. Te strukture so preoblikovale tukajšnjo pokrajino. Pumapunku je bil namenoma strnjen z goro Illimani, svetim vrhom, za katerega so v Tivanakuju verjeli, da predstavlja domovanje duhov njihovih umrlih. Za to območje so verjeli, da je obstajalo med nebesi in Zemljo. Duhovni pomen in smisel čuda sta se ojačevala »z izkustvom, ki je izboljševalo razum in spreminjalo življenje« s pomočjo rabe halucinogenih rastlin. Pregledi vzorcev las kažejo ostanke psihoaktivnih snovi v mnogih mumijah najdenih v tivanaški kulturi iz severnega Čila, celo otrok do 1 leta starosti, kar kaže na pomembnost teh snovi za Tivanaku.
Kot je bilo značilno za tedanje civilizacije so v tivanaško kulturo dejavno vključevali žrtvovanje ljudi. Po celotnem območju so našli razkosana telesa. Na keramičnih artefaktih so prikazani vojščaki zamaskirani z lobanjami pum, ki obglavljajo svoje sovražnike in držijo trofejne lobanje, ter okrašeni s pasovi iz človeških glav z iztrganimi jeziki. Sončeva vrata so bila zaradi določenih oznak na kamnih najdenih v Pumapunkuju verjetno izvirno del Pumapunkuja.

## Vrhunec, upad in zaton
Tivanaška civilizacija in raba teh templjev je cvetela v obdobju med letoma 700 in 1000. V tem času je v templjih in okoliškem območju živelo približno 400.000 pebivalcev. Do tedaj so zgradili obsežno infrastrukturo z zapletenim namakalnim sistemom, ki se je raztezal več kot 80 km2, in vzdrževal nasade krompirja, kvinoje, koruze in drugih različnih posevkov. V svojem vrhuncu je tivanaška kultura prevladovala na območju celotne kotline jezera Titikaka ter tudi v delih Bolivije in Čila.
Kultura je verjetno razpadla nenadoma okoli leta 1000, raziskovalci pa še vedno iščejo odgovore na vprašanje zakaj. Po verjetnem scenariju je bil vzrok v spremembi okolja, ki je vključevala veliko sušo. Ker tivanaška kultura ni bila sposobna vzdrževati množičnih pridelkov posevkov nujnih za svojo veliko prebivalstvo, se je verjetno razpršila po krajevnih gorskih verigah in kmalu zatem izginila. Pumapunku so verjetno zapustili še preden je bil dokončan.

## V medijih
Pumapunku je bil prikazan v 38-i oddaji Skrivnost Puma Punkuja (The Mystery of Puma Punku) televizijske dokumentarne serije Starodavni vesoljci (Ancient Aliens) 16. marca 2012 na programu History.